# Ásgeir Trausti
Ásgeir Trausti Einarsson (Laugarbakki, 1 juli 1992), beter bekend als Ásgeir, is een IJslands zanger. Zijn muziek wordt beschreven als melodische folk. Hij treedt op met zijn eigen band, de Ásgeir Trausti Band. Hij speelt daarnaast ook gitaar in de IJslandse band The Lovely Lion. Ásgeirs debuutalbum Dýrð í dauðaþögn is volledig in het IJslands geschreven en gezongen. De Engelstalige versie van Dýrð í dauðaþögn kwam op 28 oktober 2013 uit onder de titel In the Silence. De Amerikaanse zanger John Grant hielp met de vertaling van de teksten en de herproductie van het Engelstalige album. Op 13 augustus 2013 gaf Ásgeir de video van zijn debuutsingle King and Cross vrij.

## Discografie
- 2012: Dýrð í dauðaþögn
- 2013: In the Silence
- 2017: Afterglow
- 2020: Sátt
- 2020: Bury the Moon